# Melithaea stormii
Melithaea stormii är en korallart som först beskrevs av Studer 1895.  Melithaea stormii ingår i släktet Melithaea och familjen Melithaeidae. Inga underarter finns listade i Catalogue of Life.